# Tertullianus
Quintus Septimius Florens Tertullianus (kolem 160 v Kartágu – kolem 220 v Kartágu) je největší představitel takzvané západní, latinské apologetiky, latinsky píšící křesťanský spisovatel přelomu 2. a 3. století, který je považován za autora základní křesťanské terminologie v latinském jazyce.

## Život
Celkově máme o Tertullianově životě (vzhledem k rozsahu dochovaného díla) poměrně málo informací, jak už z jeho vlastního díla nebo ze zmínek u autorů druhých (Eusebios z Kaisareie, Historia ecclesiastica II,2,4; Jeroným, De viris illustribus 53).
Narodil se jako syn pohanského římského velitele (centurio proconsularis). Dostalo se mu velmi dobrého vzdělání, a to zejména právního a v rétorice. Uměl řecky a je pravděpodobné, že je totožný s jistým známým právníkem své doby a téhož jména. Kolem roku 195 se z Říma vrací do Kartága jako křesťan (někteří autoři, např. Adolf von Harnack jeho obrácení řadí do roku 197 nebo 198) a brzy začíná jeho služba církvi. Toto jeho obrácení bylo asi velmi náhlé a pro nové náboženství se Tertullianus velmi nadchl, jak o tom svědčí již rozhodný a vášnivý tón jeho díla obhajujícího křesťanskou víru a samotná zmínka v Apologeticu (49), že „Křesťanem se člověk nerodí, nýbrž stává.“
Není zcela jasné, zda se stal knězem, ačkoli to tvrdí Jeroným. Kolem roku 207 se rozešel s církví a přiklonil se k montanistickému proudu a zaujal velmi nekompromisní postoj k čemukoli, co v církvi zavánělo kompromisem či laxním přístupem. Augustinus tvrdí, že se na konci svého života Tertullianus vrátil zpět do církve, avšak o správnosti tohoto tvrzení odborníci pochybují.

## Dílo
Tertullianus patří k nejoriginálnějším latinsky píšícím křesťanským autorům prvních staletí. V jeho díle nalezneme spojení vznosné rétoriky a zápalu s praktickým přístupem ke křesťanskému životu. Jako autor vyniká inteligencí i výmluvností, vtipem a výborným vzděláním. Nejkovanější však byl v jazyce samotném, totiž v latině, a obohatil jej o mnoho neologismů, jimiž položil základy teologického pojmosloví, z nějž teologie těží dodnes. Podle H. Hoppeho (1932) Tertullianus vytvořil 509 nových substantiv, 284 adjektiv, 28 příslovcí a 161 sloves, tedy dohromady 982 latinských novotvarů.
Odborníci nenacházejí shodu v dataci Tertullianových děl, avšak jejich stáří lze s určitou pravděpodobností datovat a tato díla řadit do jeho katolického či montanistického období. Text se nezachoval v obecně dobrém stavu, pouze jeho raný spis Apologeticum se dochoval v mnoha rukopisech, ostatní spisy většinou dochoval pouze Codex Agobardinus (pořízený arcibiskupem Agobardem z Lyonu mezi lety 814 a 840). Celkem se dochovalo třicet jedna Tertullianových spisů. Tím se řadí mezi nejplodnější latinské autory předkonstantinovské doby.

### Apologetické spisy
1. Ad nationes. Krátce po svém obrácení píše Tertullianus obranu křesťanského náboženství, nadepsanou Ad nationes (2 knihy, 197). Popisuje v ní pohanství ve stavu morálního a náboženského úpadku. Můžeme tento spis považovat za určitý náčrt či koncept pro pozdější práci, totiž Apologeticum, které sepisuje autor ještě téhož roku.
2. Apologeticum je adresováno správcům provincií římské říše. Na rozdíl od ostatních apologetických prací této doby se věnuje výhradně politickým obviněním namířeným proti křesťanům, totiž neúctě ke státním božstvům (crimen laese maiestatis). V díle obviňuje zvláštní proceduru, jíž používaly pohanské úřady vůči křesťanům: jediným jejich zločinem je „jméno křesťan“ (nomen Christianorum). Všem ostatním zločincům je dovolena obhajoba, nikoli však křesťanům, mučení se používá pro ostatní zločince, aby přiznali svou vinu, křesťané jsou mučeni, aby zapřeli svou víru. Odmítá též podezření, které v pohanské společnosti kolovalo o křesťanech a informuje o důležitých bodech křesťanské víry a života křesťanů. Křesťanství je podle něj filozofií, avšak filozofové nemusejí obětovat bohům jako křesťané, dokonce je mohou odmítat, aniž by byli trestáni. Pronásledování křesťanů je však nemůže oslabit: „Čím víc nás kosíte, tím víc se rozrůstáme, neboť krev jest semenem křesťanů!“ (Plures efficimur, quoties metimur a vobis, semen est sanguis christianorum. Ap. 50).
3. De testimonio animae. 17. kapitolu spisu Apologeticum rozvíjí další spis, De testimonio animae (Svědectví duše). Ve spisu se snaží Tertullianus ukázat, že svými spontánními zvoláními křesťané ukazují, v co skutečně věří v hloubi své duše: v jednotu Boha, nesmrtelnost duše a existenci zlých duchů.
4. Ad Scapulam (212, Scapulovi) je otevřený dopis africkému prokonzulovi, nepříteli křesťanů, ve kterém mu Tertullianus vyhrožuje Božím trestem, při němž se odvolává též na zatmění Slunce.
5. Adversus Iudaeos (207, Proti Židům) je spisem adresovaným vyznavačům židovství, v němž se snaží Tertullianus ukázat, že starý zákon odplaty musí být nahrazen novým zákonem lásky. I pohané mají účast na Boží milosti (kapitoly 1-8). U druhé části (kapitoly 9-14) se pochybuje, zda patří k tomuto spisu, neboť se jedná o výňatek ze 3. knihy Adversus Marcionem.

### Dogmatické a polemické spisy
1. De praescriptione haereticorum (kolem roku 200, Preskripce heretiků). Toto dílo ukazuje asi nejvíce Tertullianovo právnické vzdělání a erudici. Název knihy poukazuje na autorův názor, že proti heretikům je třeba použít právního prostředku zvaného preskripce – to ve starověkém Římě znamenalo, že obhájce se dovolal preskripce, čímž zabránil žalobci, takže nemohlo dojít k přelíčení. Preskripce užívá tedy teologicky na základě těchto předpokladů: a) Ježíš Kristus nesvěřil svou nauku nikomu jinému než apoštolům a b) apoštolové tuto nauku nepředali nikomu jinému než svým křesťanským obcím. To ukazuje na pravověrnost i stáří apoštolského učení ve srovnání s dalšími herezemi.
2. Pět knih Adversus Marcionem (Proti Markiónovi) je nejrozsáhlejším Tertullianovým dílem, které navíc existuje ve 3 různých recenzích. V 1. a 2. knize dokazuje, že stvořitel světa nemohl být nikdo jiný než dobrý Bůh, v 3. knize, že Kristus byl předpovídaný Mesiáš a nikoli vyšší aión bez těla. 4. a 5. kniha kritizují Markiónův kánon Nového zákona a ukazují, že mezi Starým a Novým zákonem neexistuje rozpor.
Tertullian v AdM 4,19,10 uvádí, že Ježíš se narodil při sčítání lidu za místodržícího (legatus Augusti pro praetore) Sentia Saturnina, tedy mezi lety 9 - 6 př. n. l., přičemž Sulpicius Quirinius, kterého zmiňuje Lukáš (Lk 2, 2), tam zřejmě pobýval jako "legatus proconsulis"[2]. Tato Tertullianova zmínka tedy nahrává té skupině teorií, které umisťují narození Krista okolo roku 7 př. n. l., například v souvislosti Keplerovo konjunkcí. 
Sed et census constat actos sub Augusto nunc in Iudaea per Sentium Saturninum, apud quos genus eius inquirere potuissent.
Tertullian AdM 4,19,10
3. Adversus Hermogenem (Proti Hermogenovi). Obrana křesťanské nauky o stvoření proti gnostickému malíři Hermogenovi v Kartágu.
4. Adversus Valentinianos (Proti valentiniánům) proti gnostiku Valentinovi a jeho sektě; často využívá Irenejovo Adversus haereses 1.
5. Scorpiace (Sérum proti škorpionům) – lék na gnostické hereze, hájí morální hodnoty mučednictví.
6. De carne Christi (Tělo Kristovo) odmítá gnostický dokétismus.
7. De carnis resurrectione (Vzkříšení těla) obhajuje vzkříšení těla.
8. Adversus Praxean (Proti Praxeovi) je nejjasnější přednicejská ukázka církevní nauky o Trojici zaměřená proti patripasionistu Praxeovi. Poprvé se užívá pojmu trinitas, tj. trojice.
9. De baptismo (O křtu) ukazuje církevní nauku o křtu a jeho nezbytnosti; jedná se o první celistvé dílo o této svátosti a mimořádnou ukázku církevní praxe začátku 3. století.
10. De anima (O duši) – jedno z nejdelších Tertullianových děl, které patří k řadě protignostických spisů a zaměřené proti Hermogenovi; jedná se spíše o polemický spis, v němž Tertullianus odmítá některé filozofické a gnostické názory.

### Praktické a asketické spisy

#### Katolické období
1. Ad martyres (197, Mučedníkům). Tento spis měl potěšit a upevnit křesťany ve vězení.
2. De spectaculis (197-200, O hrách) zakazuje křesťanům navštěvovat pohanské hry kvůli jejich nemravnosti a spojení s modloslužbou.
3. De oratione (198-204, Modlitba) je příručkou pro katechumeny, jak se mají modlit; obsahuje též první komentář na Otčenáš.
4. De patientia (200-203, Trpělivost). Pojednání o ctnosti, která se nesnaží vlastnit a jejíž největším nepřítelem je touha po odplatě.
5. De paenitentia (asi 203, Pokání) se zabývá kajícím smýšlení a praxí před křtem (kap. 1-6) a církevním pokáním u člověka, který se dopustil těžkého hříchu (7-12).
6. De cultu feminarum (2 knihy, 195-201, O odívání žen) útočí na různé druhy ženské marnivosti.
7. Ad uxorem (2 knihy, kolem 203, Ženě) žádá po Tertullianově ženě, aby zůstala po Tertullianově smrti vdovou anebo si vzala pouze křesťana.
8. De exhortatione castitatis (před 207, Výzva k čistotě) nabádá přítele, který je vdovcem, aby se podruhé neženil.

#### Montanistické období
1. De monogamia (217, Jedno manželství) zuřivý útok na zákonnost druhého manželství.
2. De virginibus velandis (před 207, O zahalování panen) obhajuje zvyk, že panny zahalují svou hlavu, a to nejen v kostele, ale i na veřejnosti.
3. De corona (211, O věnci) odmítá věnčení vojáků jakožto pohanský zvyk a zakazuje křesťanům službu v armádě.
4. De idololatria (Modloslužba) požaduje striktně odmítnutí idolatrie a jakékoli povolání, které je s ní spojeno (herec, učitel, státní nebo vojenský úředník).
5. De fuga in persecutione (asi 212, Útěk v pronásledování). Útěk během pronásledování není dovolen a protiví se Boží vůli.
6. De ieiunio adversus psychicos (O postu proti psychikům) je obranou montanistické postní praxe s výpadem proti psychici, tj. těm, kdo povolovali svým žádostivostem.
7. De pudicitia (O studu). Spis nepřiznává církvi právo odpouštět hříchy, a to v kontrastu s předchozími pohledy autora. Tuto moc nemají biskupové, ale pouze homines spirituales, tj. duchovní lidé (apoštolové a proroci).
8. De pallio (Pallium). Nejkratší z Tertullianových spisů je jeho osobní apologií. Ospravedlňuje se před spoluobčany, že vyměnil tógu za filozofický plášť, pallium.

## Teologie
1. Tertullianus pohlíží skepticky na pohanskou filozofii. Jeho postoj není vůči rozumu negativní, pouze jeho úlohu relativizuje – filozofie má pro něj význam do té míry, nakolik souhlasí s křesťanskou vírou (postoj credo ut intelligam = věřím, abych porozuměl). Boží existence a nesmrtelnost duše může být poznána rozumovou reflexí (De resurrectione 3). Boží dokonalost pramení z faktu, že Bůh nemá počátek.
2. Každé jsoucno je tělesné (corpus), avšak corpus svého druhu; sám Bůh je tělem, ačkoli je duch (Adversus Praxean 7). Toto corpus zřejmě znamená určitou substanci, kterou Tertullianus připisuje Bohu pouze podstatně. Podobně duše je corpus a má vlastní tvar a barvu, barvu zářícího vzduchu (De anima 7,9).
3. Nauku o Trojici nalezneme v díle Adversus Praxean, kde Tertullianus tuto nauku hájí a kde vyjadřuje zcela jasně trinitární termíny běžné v ponicejské teologii; Tertullianus sám je tvůrcem latinského slova Trojice: trinitas:
  - Connexus Patris in Filio et Filii in Paracleto tres efficit cohaerentes, alterum e altero. Qui tres unum sunt, non unus (25)
  - tres unius substantiae et unius status et unius potestatis (2).
  - Trinitas unius Divinitatis, Pater et Filius et Spiritus Sanctus. (De pudicitia 21)
  - Alium (…) personae, non substantiae nomine, ad distinctionem, non ad divisionem (Adv. Prax. 12)
4. Logos existoval a byl osobou (persona) už před stvořením světa, avšak teprve stvořením světa vyšel z Otce coby dokonalý zrod (nativitas perfecta; Adv. Prax. 7), kdy se z Moudrosti stalo Slovo. Syn jako takový tedy není věčný (Adv. Herm. 3), avšak není odlišný od Otce (Adv. Prax. 9), pouze se od něj liší vznikem (gradu). Otci přísluší plnost božství, Synu jen část. Syn vychází z Otce jako paprsky ze slunce (Adv. Prax. 13).
5. V osobě Krista existuje dvojí přirozenost; touto naukou předbíhá Západ o celá staletí. Ježíšovy zázraky pak ukazují jeho pravé božství, jeho city a utrpení jeho pravé lidství (De carne Christi 5). Tuto jeho nauku zobrazuje následující citace:
  - Proprietas utriusque substantiae (in una persona), duplicem statum, non confusum sed coniunctum in una persona, deum et hominem Iesum (Adv. Prax. 27).
6. Tertullianus se staví proti Mariině panenství během a po porodu (in et post partum; De carne Chr. 7,23; Adv. Marc. 4,19); tato tvrzení se objevují v gnostických spisech zejména z Alexandrie už v "postapoštolských" generacích (např. tzv. Protoevangelium Jakubovo, nebo tzv. Ódy Šalomounovy).
7. Duše dítěte je výhonkem (tradux) duše rodičů (traducionismus); takto Tertullianus vysvětluje podobnost psychologického nadání rodičů a dětí.
8. Prvotní hřích jako zlá touha vstoupil do lidské přirozenosti skrze hřích Adamův, a tak se stal její součástí. Křest dětí však Tertullianus nedoporučuje kromě nebezpečí úmrtí dítěte (De bapt. 18).
9. Primát byl podle De pudicitia 21,9-11 svěřen pouze sv. Petru, nikoli ostatním biskupům. Petr a Pavel zemřeli v Římě (Scorpiace 15; Adv. Marc. 4,5).
10. Postní praxe. Ve spise De paenitentia nabádá Tertullianus hříšníky, aby se podrobili církevnímu pokání. Zřejmě se domníval, že církev smí odpouštět hříchy, ačkoli mnohá místa v jeho díle nejsou v tomto bodu jasná. Podrobně se zmiňuje o veřejném vyznání hříchů (exomologesis). Jako montanista pak rozlišuje odpustitelné a neodpustitelné hříchy (peccata remissibilia et irremissibilia: De pud. 2) a odpírá církvi moc hříchy odpouštět těžké hříchy, tj. cizoložství, vraždu a apostazi, tj. odpad od víry. Duchovní člověk (spiritalis homo) má moc odpouštět hříchy, nikoli držitel biskupského úřadu, neboť pneumatici jsou nástroji Ducha svatého (De pud. 21).
11. Eucharistii nazývá vztah slávy, požehnání a chvála a hymny (gloriae relatio et benedictio et laus et hymni) a vidí v ní naplnění Malachiášova proroctví (1,10). Nazývá ji též obětními modlitbami (orationes sacrificiorum), které mají přinést „tělo Páně“, „svátost eucharistie“ (De oratione 19; Adv. Marc. 3,22; De pud. 9,16). Konsekrovaný chléb nazývá „podobou těla“ (figura corporis mei), tedy tělem v symbolu chleba. Realita tohoto těla je však tak jistá, že jí chce dokazovat ze skutečnosti Ježíšova ukřižovaného těla (Adv. Marc. 3,19). Tělo věřícího se šatí tělem a krví Krista, aby duše byla nasycena Bohem (Caro corpore et sanguine Christi vescitur, ut et anima de Deo saginetur: De res. 8).
12. Tertullianus zná jistý očistný stav po smrti. Mrtví, s výjimkou mučedníků zůstávají v podsvětí až do dne Páně. Tam trpí, avšak přímluva žijících jim může ulehčit (De anima 55, 58; De res. 43).

### Reference

Opera omnia, 1598

#### Prameny
- Tertulián O manželství (Ad uxorem - Manželce; De exhortatione castitatis - Výzva k čistotě; De monogamia - O jediném manželství). Koronthály, P. [tr.]. Praha: Krystal OP, 2015. 128 s. ISBN 978-80-87183-72-4.
- O Kristově těle (De carne Christi). Kitzler, P. [tr.]. Praha: Oikoymenh, 2015. 200 s. ISBN 978-80-7298-205-9.
- O hrách (De spectaculis). Kitzler, P. [tr.]. Praha: Oikoymenh, 2004. ISBN 80-7298-100-5.
- Povzbuzení mučedníkům (Ad martyras), přel. P. Kitzler, in: Teologický sborník 4, 2002, str. 55-62. ISSN 1211-3808.
- O duši (De anima), přel. P. Kitzler. Praha: Oikoymenh, 2023. ISBN 978-80-7298-623-1.

#### Sekundární literatura
- KITZLER, P. „Quam ecclesiae hominem non fuisse? Tertullianus a jeho nový portrét“, in: Teologická reflexe 2, 2004, str. 199-209. ISSN 1211-1872
- KITZLER, P. „Some Comments on the Czech Tertullian Scholarship“, in: Sborník prací Filozofické fakulty Brněnské univerzity, N 8, 2003, str. 47-51. ISSN 1211-6335.
- RANKIN, D. Tertullianus a církev. Brno: CDK, 2002. ISBN 80-85959-95-X.
- TRETERA, Ivo, 2000. Nástin dějin evropského myšlení (Od Thaléta k Rousseauovi). 3. vyd. Praha—Litomyšl: Paseka. 374 s. ISBN 80-7185-278-3. Kapitola „Apologeté“, s. 152–155.* VYSOKÝ, Z. K., Příspěvky k poznání pramenů spisů Tertullianových a vzájemných vztahů nejstarší apologetické literatury křesťanské. Praha 1937.